# 美屬薩摩亞國家奧林匹克委員會
美屬薩摩亞國家奧林匹克委員會（American Samoa National Olympic Committee）是美屬薩摩亞的國家奧林匹克委員會。該組織成立於1987年，是國際奧委會和大洋洲國家奧林匹克委員會的成員。1988年，首次派員參加在南韓漢城舉行的夏季奧運會。
現時，美屬薩摩亞的總部設在首府帕果帕果，主席是Mr Joseph Victor Langkilde。

## 資料來源
1. ↑  .   [2014-03-02]. （原始内容存档于2012-07-06）.